# Rhododendron caesium
Rhododendron caesium är en ljungväxtart som beskrevs av Hutchinson. Rhododendron caesium ingår i släktet rododendron, och familjen ljungväxter. Inga underarter finns listade i Catalogue of Life.